# Wayne Thiebaud
Pour les articles homonymes, voir Thiebaud, Thiébault, Thiébaut (homonymie).
 (décembre 2021).
Si vous disposez d'ouvrages ou d'articles de référence ou si vous connaissez des sites web de qualité traitant du thème abordé ici, merci de compléter l'article en donnant les références utiles à sa vérifiabilité et en les liant à la section « Notes et références ».
Wayne Thiebaud (prononcé en anglais : /weɪn ˈti.boʊ/, né le 15 novembre 1920 et mort le 25 décembre 2021) est un peintre américain dont les œuvres les plus célèbres sont des gâteaux, des pâtisseries, des bottes, des toilettes, des jouets et des tubes de rouge à lèvres.
D'une famille venue de France, son nom de famille se prononce encore à la française. Il est couramment associé au pop art en raison de son intérêt pour les objets de la culture de masse, bien que ses œuvres, exécutées dans les années cinquante et soixante soient, de ce fait, antérieures aux œuvres des artistes de ce mouvement. Thiebaud utilise les pigments et couleurs crues pour peindre ses sujets, qu'il ombre avec la précision caractéristique de la publicité de l'époque. C'est d'ailleurs sa marque de fabrique.

## Biographie
Morton Wayne Thiebaud est né à Mesa en Arizona (États-Unis) dans une famille mormone. Dès 1921, alors qu'il a à peine six mois, sa famille déménage à Long Beach, en Californie. Durant son adolescence, il devient le temps d'un été apprenti aux Studios Disney. L'année suivante, il intègre une école technique.
De 1938 à 1949, il travaille comme dessinateur humoristique en Californie et à New York. Entre 1942 et 45, il est même engagé comme artiste dans l'armée de l'air des États-Unis.
En 1949, il s'inscrit à l'école supérieure d'État de San José (aujourd'hui université d'État de San José), puis il passe à l'école supérieure d'état de Sacramento où il obtient le baccalauréat (trois ans d'études supérieures) en 1951, et la maîtrise en 1952.
Il commence à enseigner immédiatement après à l'école supérieure municipale de Sacramento. En 1960, il devient professeur-assistant à l'université de Californie auprès de Davis, où il reste jusque dans les années 1970, et influencera nombre de ses étudiants.
À l'époque en raison de son adhésion aux disciplines artistiques traditionnelles, Thiebaud ne fait que peu d'adeptes chez les artistes conceptuels. De plus, il s'attache à valoriser le travail, autant sinon davantage que la créativité, ou le réalisme.
À l'occasion, il donne encore pro bono des conférences à l'UC Davis.
Pendant l'un de ses congés, il passe quelque temps à New York où rencontre Willem De Kooning et Franz Kline, avec qui il se lie d'amitié. Il subit l'influence de ces artistes abstraits, ainsi que celle des artistes de la tendance "proto pop art" Robert Rauschenberg et Jasper Johns. C'est là qu'il va entamer une série tableaux de petit format à partir d'images d'aliments qu'il affiche sur ses vitres, et dont il détaille les formes de bases.
À son retour en Californie, il poursuit dans cette voie, autant au niveau du sujet que du style qui réduit les modèles à des formes géométriques. Toujours sur le modèle de ce qu'il a vu durant son séjour new-yorkais, il fonde avec d'autres artistes l'Artists Cooperative gallery (aujourd'hui Artists Contemporary Gallery), et sur sa lancée d'autres coopératives d'artistes comme la Pond Farm.
En 1960, il fait ses premières expositions personnelles au musée d'Art Moderne de San Francisco, et à la galerie Staempfli et Tanager de New York. Bien qu'elles ne fassent que peu d'audiences, deux ans plus tard, en 1962, la galerie Sidney Janis de New York lance officiellement le Pop Art, et apporte à Thiebaud une reconnaissance nationale. Au demeurant, lui-même ne se prétend pas autre chose qu'un peintre de l'illusion.
En 1961, Thiebaud rencontre Allan Stone (1932-2006) l'homme qui lui donna son premier « break » quelque temps avant. Ils se lient d'amitié, et Stone restera son représentant (galeriste) jusqu'à sa mort en 2006. Stone disait de Thiebaud : « J'ai eu le bonheur d'être l'ami d'un homme complexe et talentueux, un extraordinaire enseignant, le meilleur conteur de l'ouest, un grand peintre dont la magie de l'œuvre n'était dépassée que par la modestie et l'humilité. Le dévouement de Thiebaud pour la peinture, et sa poursuite de l'excellence, ont pu inspirer tous ceux qui ont eu la chance de le connaître. C'était un homme très spécial ». La galerie Allan Stone se trouve à New York et expose de nombreux artistes, dont les tenants du Pop-Art. À la mort de son galeriste, c'est le fils de Wayne Thiebaud, Paul (1960-2010) qui devient le représentant de son père. Paul était un marchand d'art réputé sur la place de New York, possédant plusieurs galeries à Manhattan et San Francisco, jusqu'à son décès brutal le 19 juin 2010.
En 1962, l'œuvre de Wayne Thiebaud est insérée, parmi celles de Roy Lichtenstein, Andy Warhol, Jim Dine, Phillip Hefferton, Joe Goode, Edward Ruscha, et Robert Dowd, dans le passé important et novateur de la « Nouvelle peinture du quotidien », organisé par Walter Hopps au Musée d'Art de Pasadena (aujourd'hui le « Norton Simon Museum »). Cette exposition est considérée historiquement comme la première exposition de Pop Art en Amérique. Ces peintres travaillaient à un nouveau mouvement artistique, à une époque troublée, qui remua l'Amérique et le monde de l'art, et depuis cette époque, l'art en a été irrémédiablement transformé.
En 1963, Wayne Thiebaud se tourne de plus en plus vers le travail figuratif, peignant sur bois une peinture rigide où chaque détail est fortement souligné. En 1964, il édite les premières impressions de son travail à Crown Point Press. Il fera des tirages de son œuvre tout au long de sa carrière. En 1967, son œuvre est exposé à la Biennale internationale.
L'un des élèves de Thiebaud, au Sacramento City College, qui a eu le plus de succès, fut Fritz Scholder (1937–2005). Il allait devenir l'un des leaders d'influence les plus importants dans le domaine des Arts Indiens à travers son enseignement de 1964 à 1969 à l'American Indian Arts de Santa Fe, au Nouveau-Mexique.
Le 14 octobre 1994, Wayne Thiebaud se voit remettre la National Medal of ArtsMédaille Nationale des Arts par le président Clinton.
Wayne Thiebaud a été marié deux fois, et a eu quatre enfants, dont le Galeriste Paul Thiebaud et le modèle et écrivain Twinka Thiebaud.

## Travaux
Le travail de Thiebaud se caractérise bien par ses peintures d'objets alimentaires de grande consommation, comme des pâtisseries, vus dans des cafétérias. On s'est d'ailleurs demandé par la suite s'il n'avait pas passé quelque temps dans l'industrie agro-alimentaire pour se familiariser avec son sujet, et information prise, c'est exactement ce qu'il a fait. L'un de ses premiers emplois, à Long Beach, l'avait conduit dans un café, le « Mile High and Red Hot » (pour glace et hot-dog).
C'est cet intérêt pour les objets du quotidien, confondus ensuite avec ceux de la culture de masse, qui associera son nom au mouvement du Pop-Art. Pourtant, on remarque que ces œuvres, effectuées dans les années cinquante et soixante sont légèrement antérieures à celles des autres artistes de cette tendance, ce qui suggère l'influence de Thiebaud comme précurseur de ce mouvement. On note des caractéristiques qui permettent de reconnaitre son œuvre entre toutes, notamment les pigments lourds et les couleurs vives qu'il utilise, ainsi que le trait ombré qu'on retrouve dans les publicités de cette époque.
Outre les pâtisseries, Thiebaud a également peint des paysages, des rues, ainsi que des personnages populaires, comme Mickey. Certaines de ses toiles récentes, comme Sunset street (1985) ou Flatland river (1997) sont remarquables pour le traité hyperréaliste, et se rapproche du travail d'un Edward Hopper, qui était tout aussi fasciné par ces scènes du quotidien américain.
Dans sa peinture, Thiebaud se concentre sur la banalité d'une façon qui suggère l'ironie et la distance vis-à-vis de ses sujets. d'autre part, il met un point d'honneur à conserver son indépendance par rapport à l'École de New York.
Thiebaud se considère comme un peintre, mais paradoxalement pas comme un artiste. C'est un lecteur vorace, qui a l'habitude de lire de la poésie, celle de son poète préféré William Carlos Williams par exemple, à ses élèves.
Lors d'un colloque qu'il a fait à l'école de design de l'université Harvard, à la question « Qu'est-ce qui définit l'artiste d'après vous ? », il a répondu « Un artiste crée son propre univers ».
Œuvres choisies :
- 1961 Pies, Pies, Pies
- 1962 Around the Cake
- 1962 Bakery Counter
- 1963 Cakes
- 1963 Girl with Ice Cream Cone
- 1964 Man Sitting - Back View
- 1966 Powder With Puff
- 1967-68 Coloma Ridge
- 1975 Shoe Rows Rangées
- 1977 24th Street Intersection
- 1981 Hill Street
- 1987 Two Paint Cans
- 1993 Apartment View
- 1996 Farm Channel
- 1999 Reservoir
- 2002 Jolly Cones

En septembre 2010, Wayne Thiebaud réalise un dessin pour le 12e anniversaire de Google qui l'affiche sur sa page d'accueil. Le dessin est exécuté dans le style bien reconnaissable de Wayne Thiebaud, et montre un gâteau sur lequel est écrit Google où le "l" est remplacé par une bougie.